# Moganita
La moganita, o lutecita, és un mineral de la classe dels òxids amb la fórmula química SiO₂ (diòxid de silici). Va ser descoberta el 1984 al municipi de Mogán (Gran Canària), del qual rep el seu nom. Cristal·litza en el sistema monoclínic. És considerat un polimorf del quars, és a dir, té la mateixa composició química que el quars, però una estructura cristal·lina diferent.
L'any 1994, l'Associació Mineralògica Internacional (IMA) el va rebutjar com a espècie independent, ja que no es distingia clarament del quars. Cinc anys després, el 1999, es va tornar a aprovar com una espècie vàlida. Aquest mineral és "virtualment indistingible" de la calcedònia, la qual està composta de moganita i quars. S'ha observat principalment en llocs secs com Gran Canària i el llac Magadi (Kenya).